# Princeton (Minnesota)
Pour les articles homonymes, voir Princeton.
Princeton est une ville située dans les comtés de Mille Lacs et Sherburne, dans l'État du Minnesota aux États-Unis. Lors du recensement de 2010, sa population s'élevait à 4 698 habitants.